# Hugh Griffith
Hugh Griffith (Marian-glas, Anglesey, 30 mei 1912 - Londen, 14 mei 1980) was een Welsh acteur.

## Biografie
Griffith begon zijn carrière in 1939, maar door het uitbreken van de Tweede Wereldoorlog werd zijn carrière onderbroken. Daarna zette hij zijn carrière verder. In 1949 speelde hij in Kind Hearts and Coronets naast Alec Guinness en Valerie Hobson. In 1954 had hij een belangrijke bijrol in The Sleeping Tiger naast Dirk Bogarde. Zijn grootste rol was die van sjeik Ilderim in Ben-Hur (1959). Hiervoor ontving hij de Oscar voor beste mannelijke bijrol. In een volgende film van William Wyler kreeg hij ook een belangrijke rol: How to Steal a Million uit 1966.
Hij overleed in 1980, kort voor zijn 68ste verjaardag.

## Filmografie (selectie)
- Kind Hearts and Coronets (1949)
- Gone to Earth (1950)
- The Titfield Thunderbolt (1953)
- The Sleeping Tiger (1954)
- Ben-Hur (1959)
- How to Steal a Million (1966)
- The Sailor from Gibraltar (1967)
- What? (1972)

- Biblioteca Nacional de España: XX1546320
- Bibliothèque nationale de France: cb13948688s (data)
- Catàleg d'autoritats de noms i títols de Catalunya: 981058528735406706
- Gemeinsame Normdatei: 129722839
- International Standard Name Identifier: 0000 0000 6310 0392
- Library of Congress Control Number: n88226417
- Nationale Bibliotheek van Tsjechië: pna2005301641
- Nationale Bibliotheek van Israël: 987007447854405171
- Nederlandse Thesaurus van Auteursnamen: 222440538
- Système universitaire de documentation: 074587609
- Virtual International Authority File: 44490577
- WorldCat: E39PBJyMcq6JFtbcmxHtw6Trbd